# Richard de Fournival

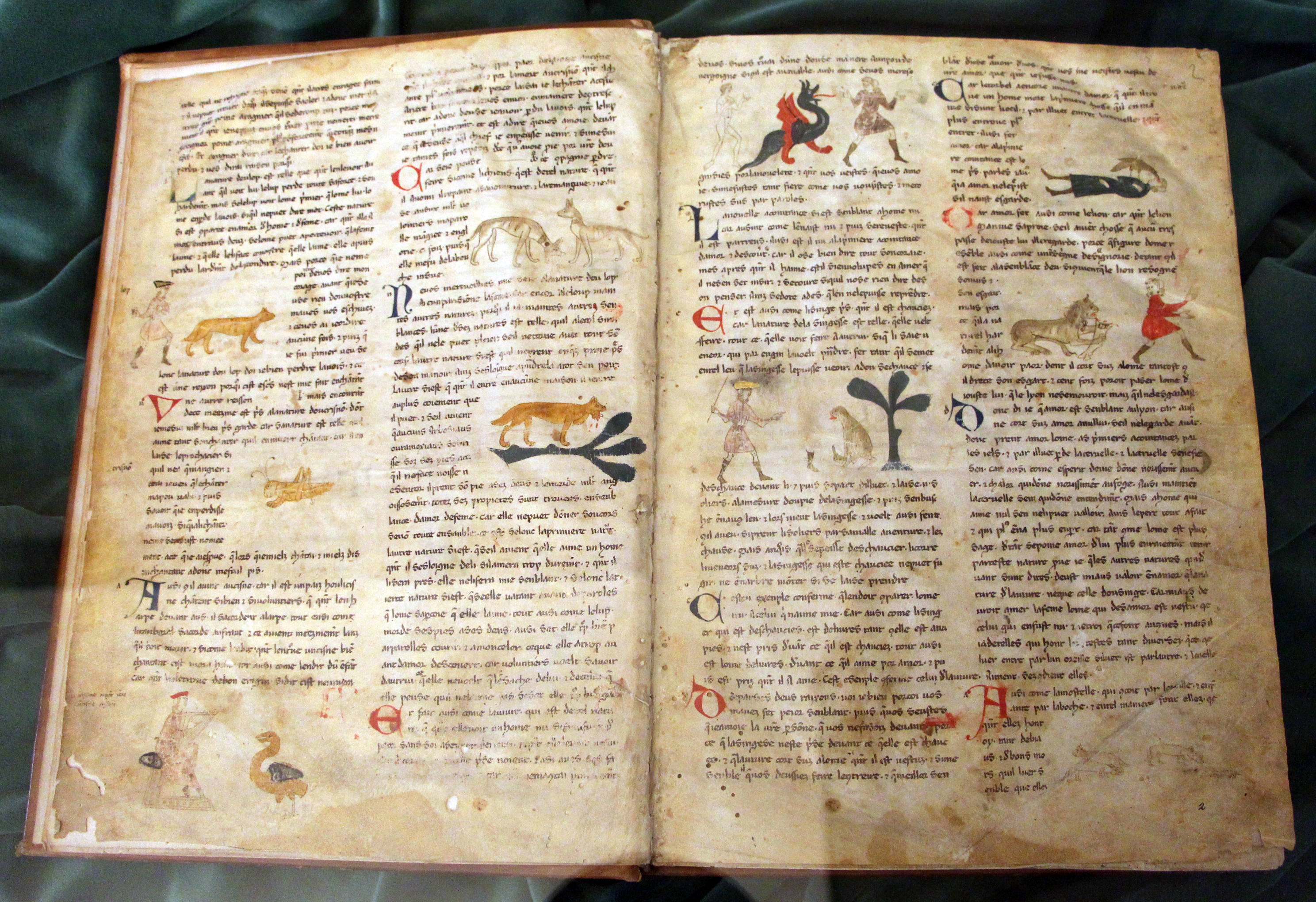
Bestiaire d'amour, XIV sec. (Biblioteca Medicea Laurenziana)

Richard de Fournival (* 10. Oktober 1201 in Amiens; † 1. März 1260 in Amiens) war ein nordfranzösischer Kleriker, Gelehrter, Chirurg, Astronom, Alchemist, Bibliothekar, Dichter und Musiker. Sein berühmtestes Werk ist das Liebesbestiarium (Le Bestiaire d’Amour).

## Leben
Richard de Fournival war ein Sohn von Roger de Fournival, dem Leibarzt des französischen Königs Philipp II., und Elisabeth de Pierre. Seine Mutter brachte einen Sohn namens Arnoul mit in die Ehe, der von 1236 bis 1246 Bischof von Amiens war. Richard de Fournival studierte in Paris die Sieben Freien Künste (Septem artes liberales), dazu Recht, Medizin und Theologie. Er war Kanoniker (Domherr) in Amiens und Rouen, Kanzler des Domkapitels von Notre-Dame in Amiens und Kaplan des Kardinals Robert de Sommercote. Eine von Papst Gregor IX. erteilte, 1246 von Papst Innozenz IV. erneuerte Dispens erlaubte ihm, die Chirurgie zu praktizieren.

## Ein Universalgelehrter
Neben der kirchlichen Karriere schuf Richard de Fournival ein weltliches und literarisches Werk, er gilt als Autor eines Alchemie- und Astronomie-Traktates, des Speculum astronomiae, und der lateinischen Beschreibung einer idealen, vermutlich seiner eigenen Bibliothek, Biblionomia. Als erster in Europa und in der Bibliotheksgeschichte hatte er die Idee einer „öffentlichen Bibliothek“, er wollte seine eigenen Bücher den Wissbegierigen zur Verfügung stellen. Die Restbestände seiner Sammlung sind heute in den Schätzen mehrerer Bibliotheken nachweisbar, unter anderem im ältesten Kern der einstigen Sorbonne-Bibliothek. Durch die ihm ebenfalls zugeschriebene lateinische Dichtung De vetula, eine um 1250 aufgetauchte angebliche Autobiographie des römischen Dichters Ovid, und den dort geschilderten Spekulationen über Würfelzahlen erscheint sein Name auch in der Geschichte der Wahrscheinlichkeitsrechnung.

## Das literarische Werk
Bemerkenswert ist vor allem sein literarisches Werk, das von Ovids Liebeskunst (Ars amatoria und Remedia amoris) sowie vom Liedschaffen der provenzalischen Troubadours und der nordfranzösischen Trouvères beeinflusst war. Von ihm sind ca. 20 höfische Lieder überliefert, außerdem ein Liebes-Ratgeber (Li Consaus d’Amours) für Frauen und ein Gedichtzyklus über die Macht der Liebe (La Poissance d’Amours) für Männer.
Sein Hauptwerk ist jedoch das um 1250 entstandene, in 22 Handschriften überlieferte Liebesbestiarium (Le Bestiaire d’Amour), das die eintausendjährige, auf den in Alexandria im 2. Jh. n. Chr. verfassten anonymen Physiologus zurückgehende Tradition des moralisch-religiösen Tierbuches radikal umgestaltete. Wurden die – phantastischen und realen – Tiere, wie zum Beispiel Hahn, Fuchs, Einhorn und Caladrius, und deren Verhalten in jener Tradition christologisch-heilsgeschichtlich gedeutet, so verwendet Richard de Fournival diese und weitere rund sechzig Tierbeispiele in einem strikt weltlich-profanen, erotischen Sinne und erschafft dadurch eine komplette Liebeskasuistik. Sein Brief-Traktat über die Liebe richtet sich an eine anonym bleibende „Dame“, die er von seiner Liebe überzeugen möchte, die jedoch seine Liebeswerbung zurückweist.
In mehreren Manuskripten erscheint der Autor als „Meister Richard de Fournival“ abgebildet während des Schreibaktes oder der Übergabe seines Manuskripts an den Kopisten oder einen Boten, der die Schrift der „Dame“ überbringt.

## Nachwirkung
Die wichtigste Reaktion auf Richard de Fournivals Liebesbestiarium ist die noch im 13. Jh. entstandene, in vier Handschriften überlieferte, anonyme Antwort der Dame (Li Response du Bestiaire). Es ist eine schroffe Zurückweisung der männlichen Verführungsrede und deutet die didaktisch-autoritär ins Spiel gebrachten Tierbeispiele aus einer weiblichen Perspektive radikal anders. Laut der feministischen These (J. Beer) stammt der Text tatsächlich von einer Frau, laut anderen Autoren von einem sich als „Frau“ ausgebenden Kleriker, der in der Tradition der von den Troubadours gepflegten Gedicht-Kontroversen aus Rede und Widerrede Richard de Fournivals anti-höfischer, anti-platonischer, anti-feministischer Argumentation eine weibliche Position entgegenhält.
Richard de Fournivals Liebesbestiarium wurde weit über die Grenzen Frankreichs hinaus im mittelalterlichen Europa wahrgenommen, es provozierte Nachahmungen und Übersetzungen ins Toskanische, Flämische, Mittelniederfränkische, Provenzalische, Walisische u. a. m. Erst seit 2014 gibt es eine deutsche Übersetzung.
„Richard de Fournivals Pionierunternehmen ist (…) ein Seiltanz zwischen Tradition und Erneuerung, ein Spiel mit Echos und Zitaten (Aristoteles, Ovid, die Troubadours usw.). Es ist eine pseudo-autobiographische, widersprüchliche, bald euphorische, bald verzweifelte Rede, eine todernst-ironische, charmante und grausame Suada über die Macht der Liebe und ihre Auswirkungen auf Körper und Seele“ (R. Dutli).

## Ausgaben
(Auswahl)
- Richard de Fournival: Le Bestiaire d’amour, suivi de la Réponse de la Dame. Publiés pour la première fois d’après le manuscrit de la Bibliothèque Impériale par Célestin Hippeau. Aubry, Paris 1860 (Reprint: Slatkine Reprints, Genf 1969) (Digitalisat bei Google Books)
- Li Bestiaires d’Amours di Maistre Richart de Fornival e li Response du Bestiaire. A cura di Cesare Segre. Ricciardi, Milano/Napoli 1957
- Richard de Fournival: Le Bestiaire d’amour et la Response du Bestiaire. Publication, traduction, présentation et notes par Gabriel Bianciotto. Champion, Paris 2009
- Richard de Fournival, Das Liebesbestiarium. Aus dem Französischen des 13. Jahrhunderts übertragen und mit einem Essay von Ralph Dutli. Wallstein Verlag, Göttingen 2014 (enthält auch Die Antwort der Dame)

## Belege
1. ↑  Bruno Roy: Richard de Fournival auteur du Speculum astronomiae? In: Archives d’histoire doctrinale et littéraire du Moyen Âge, No. 67, 2000, S. 159–180
2. ↑  L. Delisle: La Biblionomie de Richard de Fournival. In: Cabinet des manuscrits de la Bibliothèque Nationale, II, chap. XXVI, Paris 1874
3. ↑  Paul Klopsch: Mittellateinische Studien und Texte Band II. Pseudo-ovidius de vetula. 1965, S. 85ff. (Auszüge bei Google Books)
4. ↑  L’Oeuvre lyrique de Richard de Fournival. Édition critique par Yvan G. Lepage, Éditions de L’Université d’Ottawa, Ottawa 1981
5. ↑  Dictionnaire des Lettres françaises. Le Moyen Âge. Fayard, Paris 1964, S. 635; G.B. Speroni, Il «Consaus d’amours» di Richard de Fournival. In: Medioevo Romanzo, I, fasc.2, 1974, S. 216–278; G.B. Speroni, La Poissance d’Amours dello pseudo-Richard de Fournival, Firenze 1975 (Pubblicazioni della Facoltà di lettere e filosofia dell’Università di Pavia, 21)
6. ↑  Ursula Peters: Das Ich im Bild: die Figur des Autors in volkssprachigen Bilderhandschriften des 13. bis 16. Jahrhunderts. Böhlau, Köln/Weimar/Wien 2008, S. 104 (Google Books)
7. ↑  Jeanette Beer: Beasts of Love. Richard de Fournival’s «Bestiaire d’amour» and a Woman’s «Response». University of Toronto Press, Toronto 2003
8. ↑  Richard de Fournival: Das Liebesbestiarium. Aus dem Französischen des 13. Jahrhunderts übertragen und mit einem Essay von Ralph Dutli. Wallstein Verlag, Göttingen 2014, S. 162

| Personendaten    | Personendaten                                                                                          |
| ---------------- | --- |
| NAME             | Richard de Fournival                                                                                   |
| KURZBESCHREIBUNG | nordfranzösischer Kleriker, Gelehrter, Chirurg, Astronom, Alchemist, Bibliothekar, Dichter und Musiker |
| GEBURTSDATUM     | 10. Oktober 1201                                                                                       |
| GEBURTSORT       | Amiens                                                                                                 |
| STERBEDATUM      | 1. März 1260                                                                                           |
| STERBEORT        | Amiens                                                                                                 |